# ディーパンの闘い
『ディーパンの闘い』（Dheepan）は、ジャック・オーディアール監督・脚本、トマ・ビデガン及びノエ・ドゥブレ共同脚本による2015年のフランスのクライム・ドラマ映画である。モンテスキューの『ペルシア人の手紙』に触発されており、内戦により荒廃した故郷のスリランカからフランスに逃れた3人のタミル難民が描かれている。タイトルキャラクターは実際にタミル・タイガーの少年兵であったアントニーターサン・ジェスターサンが演じた。第68回カンヌ国際映画祭ではパルム・ドールを獲得した。また第40回トロント国際映画祭ではスペシャル・プレゼンテーション部門で上映された。

## あらすじ
スリランカでは2009年まで政府軍と分離独立派の間で長く民族紛争が続いていた。独立派の兵士シバダーサンは最後の猛攻で妻子を殺され、軍服を脱いで難民キャンプに向った。
難民キャンプで業者から他人のパスポートを買おうとするシバダーサン。年齢の合うパスポートは家族用のものだけだった。その場にいた若い女がキャンプ内で孤児の少女を調達し、シバダーサンは夫のディーパン。女は妻のヤリニ。少女は娘のイラヤルという新しい名前を手に入れた。
フランスに渡り、郊外の団地で管理人の職を得るディーパン。ヤリニも団地内で認知症の老人の世話係として働きだした。だが、老人と同居する甥のブラヒムは麻薬組織のリーダーだった。団地内にたむろす売人たちを無視して、黙々と掃除や修理の仕事に励むディーパン。
ヤリニとの間に夫婦らしい感情が芽生えた頃、パリでかつての上官であるチェラン大佐と再会するディーパン。大佐は錯乱しており、巨額の軍資金の調達をディーパンに命じた。既に戦いは終ったと話し、大佐に殴られても抵抗しないディーパン。
団地の売人たちが敵対する組織の襲撃を受けた。銃声に怯え、従姉妹の住むイギリスに一人で逃げようとするヤリニ。引き止めたディーパンにヤリニは、「本当の家族じゃない！」と言い放った。
団地内に「発砲禁止地帯」を設け、売人たちを締め出そうとするディーパン。ディーパンを止める為に、ヤリニを呼んで脅すブラヒム。しかし、ブラヒムはその場で敵に銃撃された。ヤリニを助けるために、敵対組織に占拠された建物に乗り込むディーパン。ナタで手際よく敵を殺し銃を奪うディーパンは、名の知れた戦士シバダーサンに戻っていた。
一転して平和なイギリスの光景。タクシー運転手の職を得たディーパンは、本当の家族になったヤリニたちと幸せに暮らしている。その夢のような場面で物語は終った。

## キャスト
- ナタラジャン・ディーパン(シバダーサン):アントニーターサン・ジェスターサン（英語版）
- ヤリニ:カレアスワリ・スリニバサン
- イラヤル:カラウタヤニ・ヴィナシタンビ
- ブラヒム:ヴァンサン・ロティエ（英語版）
- ユスフ:マルク・ジンガ（英語版）
- ハビブ:フォージ・ベンサイーディ（英語版）

## 公開

### 興行収入
フランスでは388万2022ドル、世界全体では488万1796ドルを売り上げた。

### 批評家の反応
Rotten Tomatoesでは62件のレビューで支持率は90%、平均点は7.9/10となった。Metacriticでは19件のレビューで加重平均値は77/100となった。

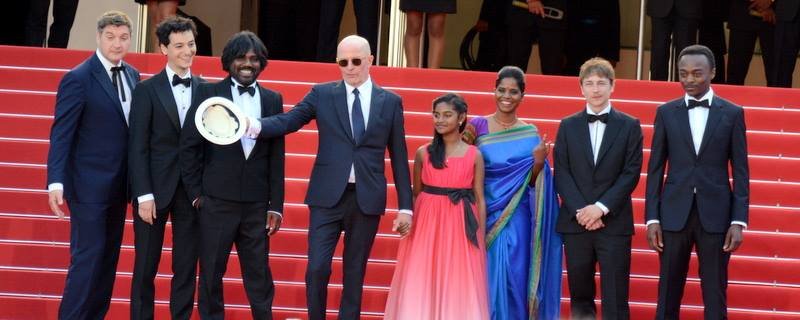
第68回カンヌ国際映画祭での監督と出演者たち。

第68回カンヌ国際映画祭ではパルム・ドールを獲得した。受賞が発表されるとオーディアールは「コーエン兄弟から賞を貰えるなんて格別なことだ。とても感激している」と述べた。発表直後の国際報道陣の反応はブーイングと拍手が入り混じったものであった。共同審査員長を務めたジョエルとイーサン・コーエンは「審査員全員から高い評価を受けた」と述べた。またイーサンは審査員の決定が「迅速」であったと述べた。

### 受賞とノミネート
| 映画祭・賞                 | 部門             | 候補                                                     | 結果       |
| -------------------------- | ---------------- | -------------------------------------------------------- | ---------- |
| カンヌ国際映画祭           | パルム・ドール   | ジャック・オーディアール                                 | 受賞       |
| セザール賞                 | 作品賞           |                                                          | ノミネート |
| セザール賞                 | 監督賞           | ジャック・オーディアール                                 | ノミネート |
| セザール賞                 | 主演男優賞       | アントニーターサン・ジェスターサン                       | ノミネート |
| セザール賞                 | 助演男優賞       | ヴァンサン・ロティエ                                     | ノミネート |
| セザール賞                 | オリジナル脚本賞 | ジャック・オーディアール、トマ・ビデガン、ノエ・ドゥブレ | ノミネート |
| セザール賞                 | 撮影賞           | エポニーヌ・モマンソー                                   | ノミネート |
| セザール賞                 | 編集賞           | ジュリエット・ウェルフラン                               | ノミネート |
| セザール賞                 | 音響賞           | Daniel Sobrino、Valérie Deloof、Cyril Holtz              | ノミネート |
| セザール賞                 | 美術賞           | Michel Barthélémy                                        | ノミネート |
| リュミエール賞             | 作品賞           |                                                          | ノミネート |
| リュミエール賞             | 監督賞           | ジャック・オーディアール                                 | ノミネート |
| マグリット映画賞           | 助演男優賞       | マルク・ジンガ                                           | ノミネート |
| マイアミ国際映画祭         | 審査員賞         |                                                          | 受賞       |
| オンライン映画批評家協会賞 | 米国未公開作品賞 |                                                          | 受賞       |